# Blindman, le justicier aveugle
Pour plus de détails, voir Fiche technique et Distribution.
Blindman, le justicier aveugle (titre original : Blindman) est un western spaghetti italo-américain réalisé par Ferdinando Baldi, sorti en 1971. Le film est notable car Ringo Starr y figure, inaugurant sa carrière cinématographique un an après la séparation des Beatles.

## Synopsis
Blindman, un tireur d'élite redoutable mais aveugle, est chargé d'escorter une cinquantaine de femmes en route pour retrouver leurs époux. Les hommes chargés de l'assister le dupent et vendent les femmes à Domingo, un bandit local. Blindman se lance alors dans une chasse à l'homme à travers le Mexique...

## Fiche technique
- Titre : Blindman, le justicier aveugle
- Titre original : Blindman
- Réalisateur : Ferdinando Baldi
- Scénario : Tony Anthony, Pier Giovanni Anchisi
- Producteurs : Tony Anthony, Allen Klein
- Musique originale : Stelvio Cipriani
- Image : Riccardo Pallotini
- Directeur de production : Jesus Gargoles, Carlo Murzilli
- Pays :  Italie /  États-Unis
- Langue : Anglais
- Dates de sortie : 
  -  Italie : 15 novembre 1971
  -  France : 10 mai 1972

## Distribution
- Tony Anthony  (V.F : Philippe Ogouz) : Blindman
- Ringo Starr  (V.F : Marc de Georgi) : Candy
- Lloyd Battista  (V.F : Jean-Claude Michel) : Domingo
- Magda Konopka : Pepa, sœur de Domingo
- Raf Baldassarre  (V.F : André Valmy) : le Général mexicain
- Franz von Treuberg (V.F : Jean-Henri Chambois) :Pere de pilar
- Fortunato Arena (V.F : Jean Violette) : Officier Mexicain
- Agneta Eckmyr : Pilar
- Tito García  (V.F : Henri Djanik) : Train engineer
- Janine Reynaud : une prostituée
- Marisa Solinas : Margherita
- Tito Garcia : ingénieur du train
- Allen Klein : le tireur obèse
- Mal Evans : le tireur barbu